# Klintån
Klintån är Kågeälvens största källflöde och rinner upp i Stor-Klintträsket. Klintåns egna två större källflöden heter Storträskån och Störhusån som båda mynnar i Stor-Klintträskets västra ände på bara ca 50 m avstånd.
Största biflödena till Klintån är Lillån (Stensträskbäcken) och Kusån, båda från höger.